# Larodde
Larodde est une commune française située dans le département du Puy-de-Dôme, en région Auvergne-Rhône-Alpes.

## Géographie

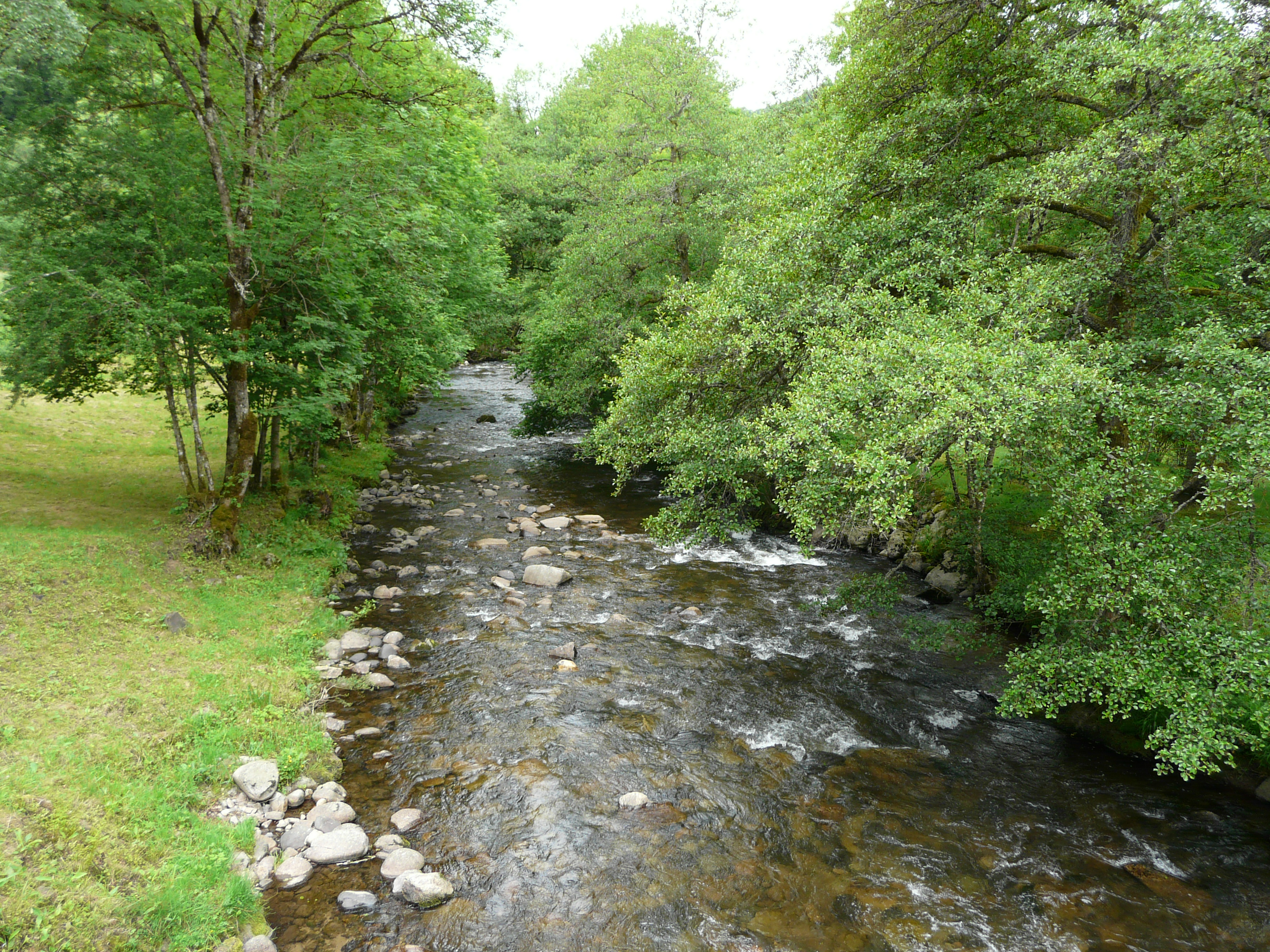
La Burande au niveau de la route départementale 73, entre les communes de Larodde (à gauche) et Singles (à droite).

La commune de Larodde est bordée à l'ouest par la Dordogne, au niveau de la retenue du barrage de Bort-les-Orgues, et au nord par son affluent, la Burande.

### Communes limitrophes
Larodde est limitrophe de sept autres communes, dont deux dans le département de la Corrèze.
|                               | Singles    | Tauves                |
| Confolent-Port-Dieu (Corrèze) | Larodde    | Bagnols               |
| Monestier-Port-Dieu (Corrèze) | Labessette | Trémouille-Saint-Loup |

### Climat
Pour des articles plus généraux, voir Climat d'Auvergne-Rhône-Alpes et Climat du Puy-de-Dôme.
En 2010, le climat de la commune est de type climat de montagne, selon une étude du Centre national de la recherche scientifique s'appuyant sur une série de données couvrant la période 1971-2000. En 2020, Météo-France publie une typologie des climats de la France métropolitaine dans laquelle la commune est exposée à un climat de montagne ou de marges de montagne et est dans la région climatique  Ouest et nord-ouest du Massif Central, caractérisée par une pluviométrie annuelle de 900 à 1 500 mm, maximale en automne et en hiver. 
Pour la période 1971-2000, la température annuelle moyenne est de 8,9 °C, avec une amplitude thermique annuelle de 15 °C. Le cumul annuel moyen de précipitations est de 1 288 mm, avec 14,3 jours de précipitations en janvier et 8,5 jours en juillet. Pour la période 1991-2020, la température moyenne annuelle observée sur la station météorologique de Météo-France la plus proche, « Tauves », sur la commune de Tauves à 7 km à vol d'oiseau, est de 9,5 °C et le cumul annuel moyen de précipitations est de 1 315,5 mm,. Pour l'avenir, les paramètres climatiques de la commune estimés pour 2050 selon différents scénarios d'émission de gaz à effet de serre sont consultables sur un site dédié publié par Météo-France en novembre 2022.

## Urbanisme

### Typologie
Au 1er janvier 2024, Larodde est catégorisée commune rurale à habitat très dispersé, selon la nouvelle grille communale de densité à sept niveaux définie par l'Insee en 2022.
Elle est située hors unité urbaine et hors attraction des villes,.
La commune, bordée par un plan d’eau intérieur d’une superficie supérieure à 1 000 hectares, le lac de Bort-les-Orgues, est également une commune littorale au sens de la loi du 3 janvier 1986, dite loi littoral. Des dispositions spécifiques d’urbanisme s’y appliquent dès lors afin de préserver les espaces naturels, les sites, les paysages et l’équilibre écologique du littoral, comme le principe d'inconstructibilité, en dehors des espaces urbanisés, sur la bande littorale des 100 mètres, ou plus si le plan local d’urbanisme le prévoit.

### Occupation des sols
L'occupation des sols de la commune, telle qu'elle ressort de la base de données européenne d’occupation biophysique des sols Corine Land Cover (CLC), est marquée par l'importance des territoires agricoles (52,6 % en 2018), en augmentation par rapport à 1990 (49,5 %). La répartition détaillée en 2018 est la suivante : prairies (52,5 %), forêts (44,1 %), eaux continentales (2,1 %), zones urbanisées (1,1 %), zones agricoles hétérogènes (0,1 %). L'évolution de l’occupation des sols de la commune et de ses infrastructures peut être observée sur les différentes représentations cartographiques du territoire : la carte de Cassini (XVIIIe siècle), la carte d'état-major (1820-1866) et les cartes ou photos aériennes de l'IGN pour la période actuelle (1950 à aujourd'hui).

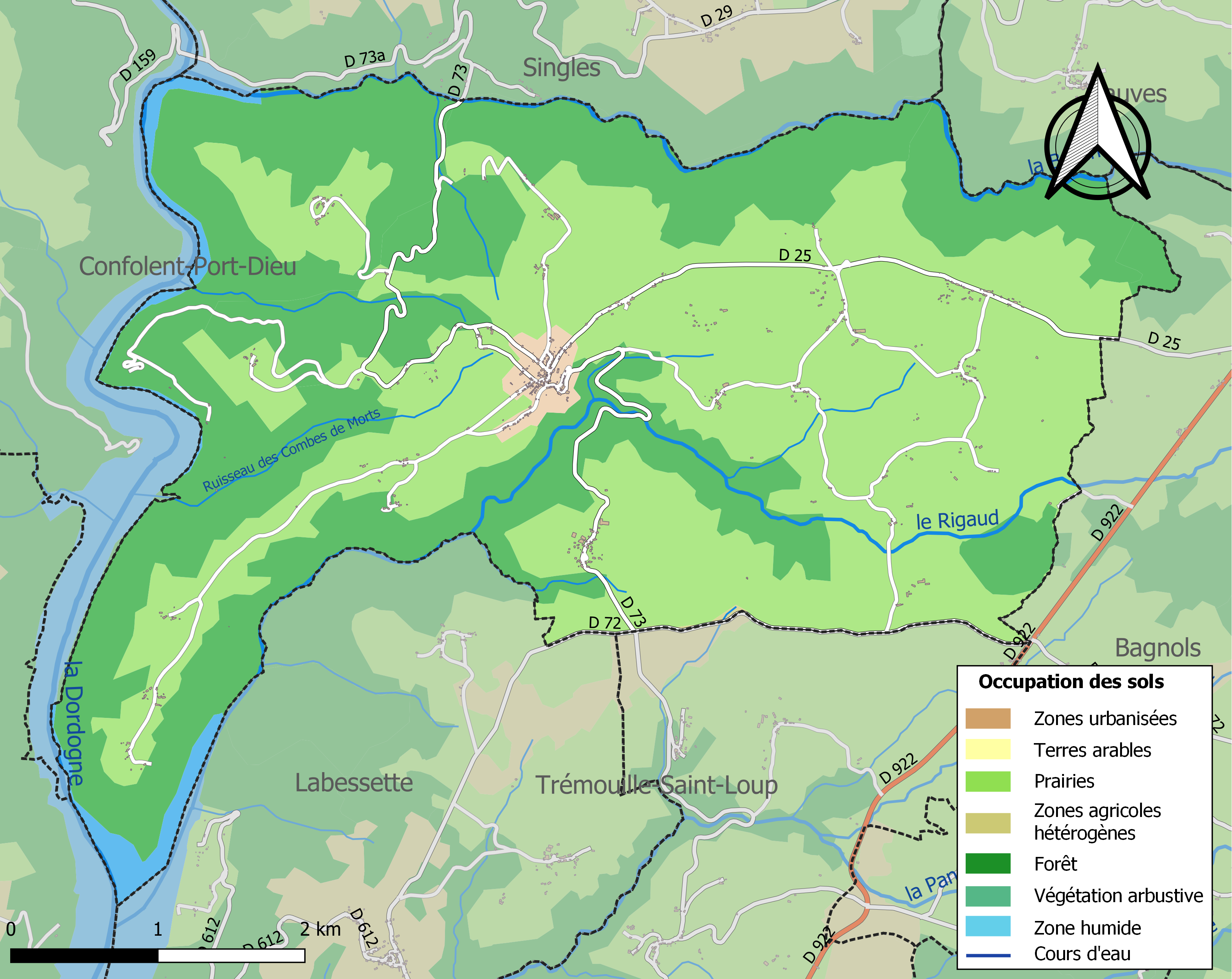
Carte des infrastructures et de l'occupation des sols de la commune en 2018 (CLC).

## Histoire

### Les Templiers et les Hospitaliers
Le hameau de Pérignat et le lieu-dit « Le Temple »  étaient le chef-lieu d'une commanderie d'origine templière qui fut dévolue aux Hospitaliers de l'ordre de Saint-Jean de Jérusalem au début du XIVe siècle. Pérignat est devenu ensuite un membre de la commanderie hospitalière de Pontvieux qui se trouvait sur la commune de Tauves. Les autres membres de Pontvieux étant Ydes, Longevergne, Courtilles et Vallat qui se situent tous dans le Cantal.

## Politique et administration

### Découpage territorial
La commune de Larodde est membre de la communauté de communes Dômes Sancy Artense, un établissement public de coopération intercommunale (EPCI) à fiscalité propre créé le 1er janvier 2017 dont le siège est à Rochefort-Montagne. Ce dernier est par ailleurs membre d'autres groupements intercommunaux. De 1999 à 2016, elle faisait partie de la communauté de communes Sancy-Artense Communauté.
Sur le plan administratif, elle est rattachée à l'arrondissement d'Issoire, à la circonscription administrative de l'État du Puy-de-Dôme et à la région Auvergne-Rhône-Alpes. Avant mars 2015, elle faisait partie du canton de Tauves.
Sur le plan électoral, elle dépend du canton du Sancy pour l'élection des conseillers départementaux, depuis le redécoupage cantonal de 2014 entré en vigueur en 2015, et de la troisième circonscription du Puy-de-Dôme pour les élections législatives, depuis le dernier découpage électoral de 2010 (quatrième circonscription avant 2010).

### Élections municipales et communautaires

#### Élections de 2020
Le conseil municipal de Larodde, commune de moins de 1 000 habitants, est élu au scrutin majoritaire plurinominal à deux tours avec candidatures isolées ou groupées et possibilité de panachage. Compte tenu de la population communale, le nombre de sièges à pourvoir lors des élections municipales de 2020 est de 11. Sur les dix-huit candidats en lice, onze ont été élus dès le premier tour, le 15 mars 2020, avec un taux de participation de 76,29 %.

#### Chronologie des maires
| Période                                  | Période                    | Identité           | Étiquette | Qualité     |
| ---------------------------------------- | -------------------------- | ------------------ | --------- | ----------- |
| Les données manquantes sont à compléter. |                            |                    |           |             |
| 1971                                     | 1995                       | René Martin        |           |             |
| 1995                                     | 2008                       | Jean Dufaud        | PS        |             |
| 2008                                     | avril 2014                 | Jean-Claude Marion | Divers    |             |
| avril 2014 (réélu en 2020)               | En cours (au 23 août 2021) | Georges Gay,       |           | Agriculteur |

## Population et société

### Démographie
L'évolution du nombre d'habitants est connue à travers les recensements de la population effectués dans la commune depuis 1793. Pour les communes de moins de 10 000 habitants, une enquête de recensement portant sur toute la population est réalisée tous les cinq ans, les populations de référence des années intermédiaires étant quant à elles estimées par interpolation ou extrapolation. Pour la commune, le premier recensement exhaustif entrant dans le cadre du nouveau dispositif a été réalisé en 2005.

En 2022, la commune comptait 290 habitants, en évolution de +7,41 % par rapport à 2016 (Puy-de-Dôme : +2,1 %, France hors Mayotte : +2,11 %).
| 1793 | 1800  | 1806 | 1821  | 1831  | 1836  | 1841  | 1846  | 1851  |
| ---- | ----- | ---- | ----- | ----- | ----- | ----- | ----- | ----- |
| 961  | 1 063 | 977  | 1 000 | 1 082 | 1 220 | 1 221 | 1 333 | 1 269 |

| 1856  | 1861  | 1866  | 1872  | 1876  | 1881  | 1886  | 1891  | 1896  |
| ----- | ----- | ----- | ----- | ----- | ----- | ----- | ----- | ----- |
| 1 212 | 1 200 | 1 081 | 1 173 | 1 202 | 1 219 | 1 266 | 1 207 | 1 201 |

| 1901  | 1906  | 1911  | 1921  | 1926 | 1931 | 1936 | 1946 | 1954 |
| ----- | ----- | ----- | ----- | ---- | ---- | ---- | ---- | ---- |
| 1 164 | 1 177 | 1 112 | 1 007 | 948  | 928  | 877  | 820  | 717  |

| 1962 | 1968 | 1975 | 1982 | 1990 | 1999 | 2005 | 2006 | 2010 |
| ---- | ---- | ---- | ---- | ---- | ---- | ---- | ---- | ---- |
| 690  | 590  | 597  | 545  | 496  | 365  | 294  | 292  | 268  |

| 2015 | 2020 | 2022 | - | - | - | - | - | - |
| ---- | ---- | ---- | - | - | - | - | - | - |
| 267  | 284  | 290  | - | - | - | - | - | - |

## Culture locale et patrimoine

### Lieux et monuments
- Le lac de Bort-les-Orgues borde toute la partie ouest et nord-ouest du territoire communal.
- L'église de la Translation de Saint-Martin de Tours date de l'époque romane et a été fortement modifiée au cours de son histoire.
- Le cimetière

### Personnalités liées à la commune
- Maurice Adevah-Pœuf (1943-2021), maire de Thiers durant quatre mandats et député de cette même ville durant trois mandats, est né à Larodde.

### Associations
- Larodde événementiel - art de vivre et ethnologie d'Artense préserve et transmet l’histoire, le mémoire collective et l’histoire des familles roudounes.

### Galerie

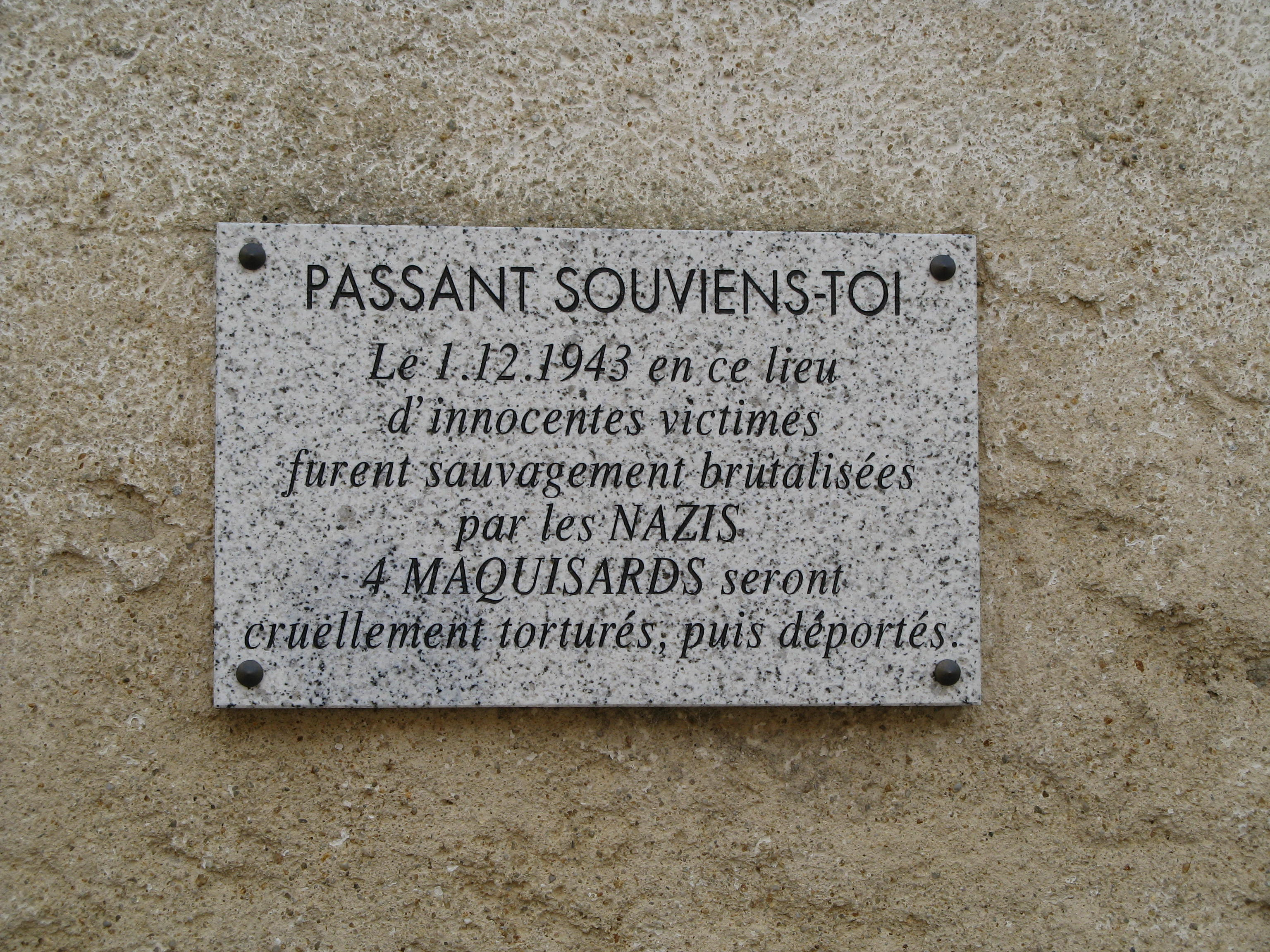
Plaque commémorative des événements du 1er décembre 1943
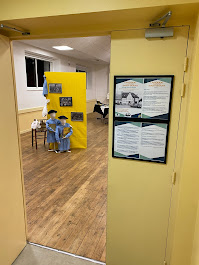
Exposition « Larodde fait son Baby Boom » par Larodde événementiel. L’école des années 1950/1960
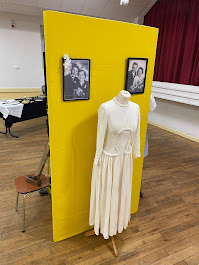
Exposition « Larodde fait son Baby Boom » par Larodde événementiel. Mariages des années 1950/1960
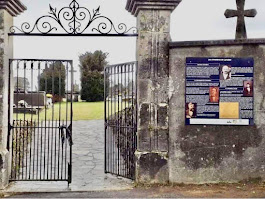
A l’entrée du cimetière de Larodde une plaque explicative expose l’histoire de celui-ci
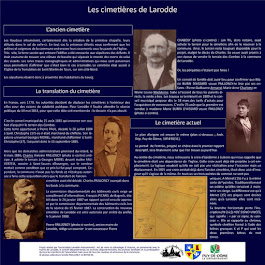
La plaque a été réalisée par l’association Larodde événementiel
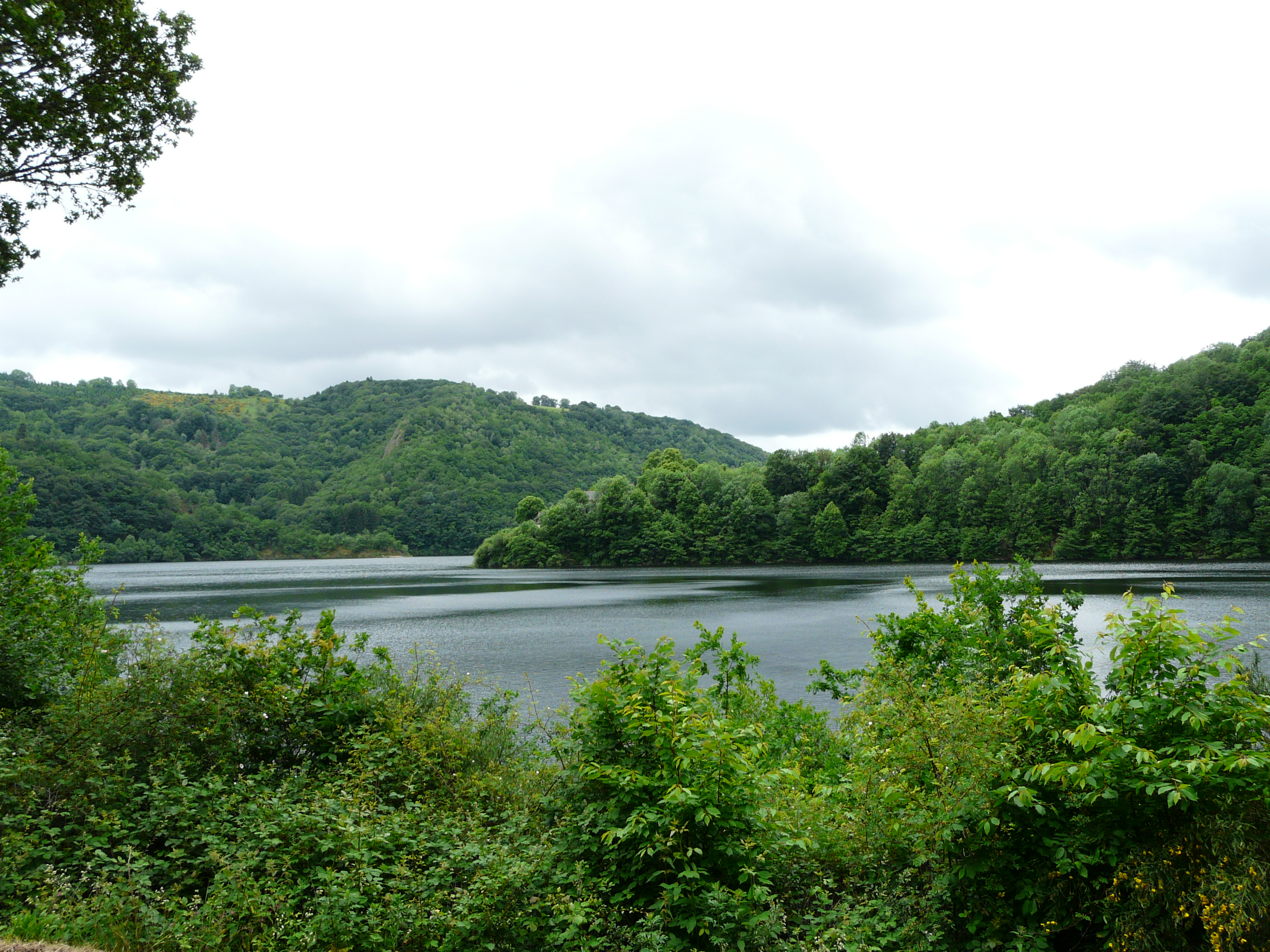
Au niveau du prieuré de Port-Dieu, le lac de Bort-les-Orgues vu depuis la commune de Larodde, au nord.
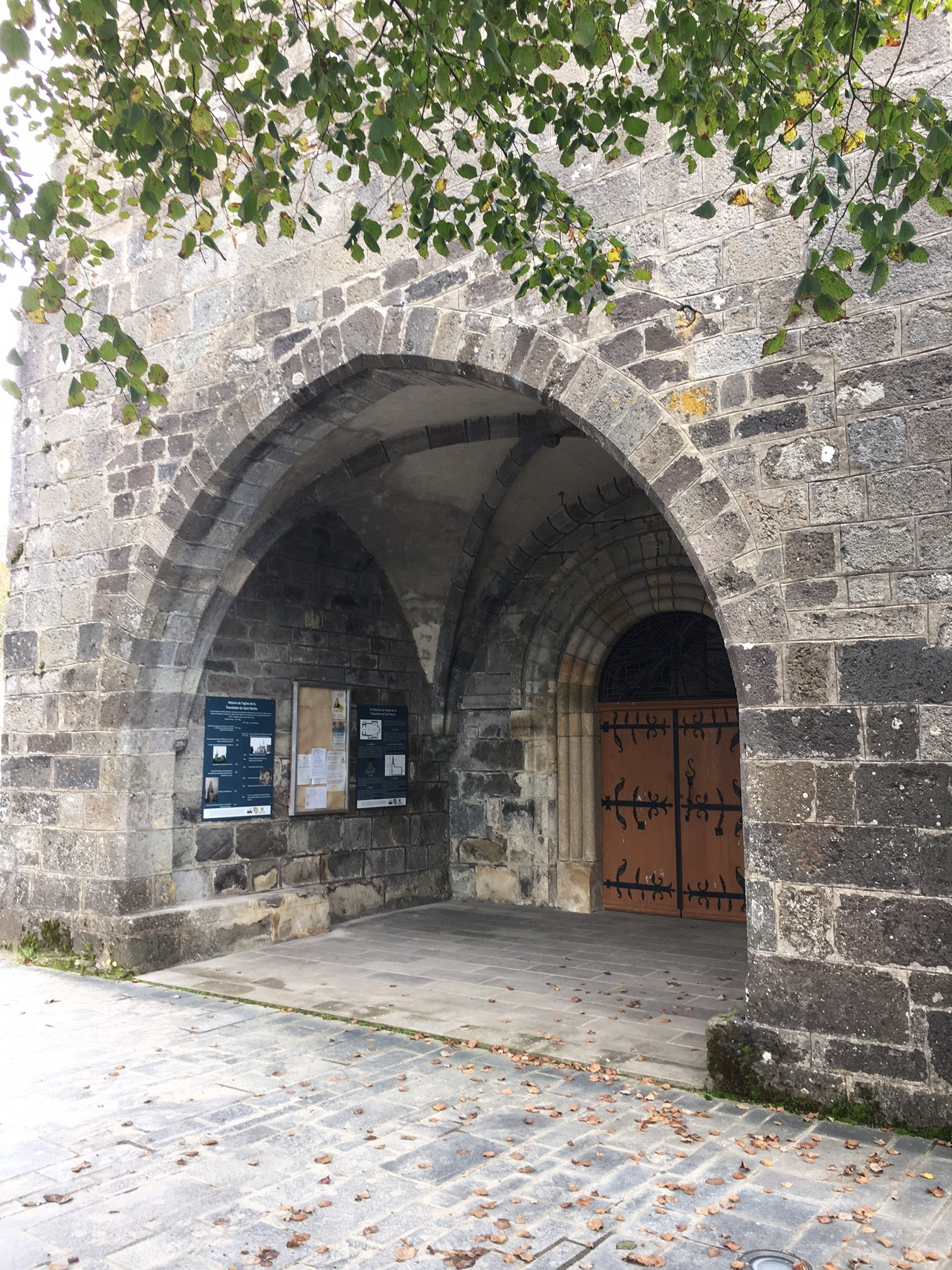
Porche de l'église de la Translation de Saint-Martin de Tours